# Ludmila Vendlová
Ludmila Vendlová znana także jako Lída Vendlová (ur. 9 maja 1929 w Pradze, zm. 15 marca 1990 w Bazylei) – czeska aktorka filmowa, teatralna i telewizyjna oraz reżyser teatralny i pedagog. 
Karierę aktorską zaczynała w 1950 na deskach teatru w Taborze, następnie w 1951 przeniosła się do teatru w Benešovie, z kolei od 1955 przez siedem lat należała do zespołu Teatru Josefa Kajetána Tyla w Pilźnie. W latach 1962–1964 grała w teatrze w Kladnie, a później pracowała w Lipsku (w Niemieckiej Republice Demokratycznej) jako teatralny reżyser i pedagog. W 1968 wyemigrowała do Szwajcarii.

## Filmografia
- 1951: Wesoła trójka (Štika v rybníce) – murarka Mařka Dudková
- 1952: Jutro będzie się wszędzie tanczyć (Zítra se bude tančit všude) – studentka Hanka Červená
- 1954: Ekspres z Norymbergi (Expres z Norimberka) – nauczycielka Věra Mikulová
- 1955: Z mojego życia (Z mého života) – Žofie, córka Smetany
- 1956: Nezlob, Kristino – Kristina Svátková
- 1956: Srebrny wiatr (Stříbrný vítr) – prostytutka Lorča
- 1959: Ucieczka przed cieniem (Útěk ze stínu) – Marta, córka Kouta
- 1962: Slitování, Světlano! (film TV)
- 1962: W pogoni za meteorytem (Objev na Střapaté hůrce) – Jílková